# Ben Vautier
Benjamín Vautier (Nápoles, 18 de julio de 1935 - Niza, 5 de junio de 2024) fue un artista plástico italiano más conocido como BEN. Su actividad le llevó a ser agitador público, crítico de arte, poeta, fotógrafo, pintor, decorador y editor de libros. Para él no había vanguardia sin novedad y no hay riqueza sin multiculturalismo. Ben propugnaba una máxima artística que resume la [espina] dorsal de su estética: la importancia de la idea de que todo arte debe significar un choque y ser nuevo.

## Biografía
En 1970 BEN dijo que soñaba con ser un artista sin biografía ya que estas son siempre “ego”. Inmediatamente después, admitió que esto es casi imposible, ya que el arte “è sempre ego”. Benjamín Vautier nació en Nápoles, Italia, el 18 de julio de 1935, donde pasaría los 5 primeros años de su vida. De madre occitano-irlandesa y padre suizo-francés, el artista vivió en Turquía, Egipto, Grecia e Italia. En 1949, Ben y su madre se mudaron a Niza, ciudad donde vivió y trabajó. A los 15 años empezó a trabajar en una librería (Le Nain Bleu). Allí comenzó a hojear libros de arte y decidió que “para que lo bello sea bello es imprescindible que escandalice o haya escandalizado”. Pasado el tiempo Ben comenzó a entablar amistad con diversos artistas, principalmente con los que pasarían a formar parte de la llamada “escuela de Niza”. En esos años se encontraría con Fontan, Malaval, Klein, Arman. Dejó el Nain Bleu, y abrió una pequeña papelería, después una tienda de discos de segunda mano. Un día decidió transformarla en una obra de arte. Para ello, decoró la fachada sirviéndose de una inmensa acumulación de objetos heteróclitos. A partir de ahí, su biografía fue inseparable de su obra. La “boutique” se convirtió en el lugar donde se daba cita la juventud que soñaba con “hacer algo nuevo”. Allí es donde Yves Klein le sugirió la idea de exponer los largos poemas en tinta china que componía. 
En 1959 se casó con Jacqueline Robert, una gran entusiasta del Nouveau Réalisme, Yves Klein y Duchamp. Ese año, Ben escribió una larga carta a Spoerri, que más tarde se convertiría en el primer manuscrito de su revista "Ben Dieu". En esta publicación, el artista desarrolló su teoría del Nouveau Art, enarbolando la bandera de “en el arte todo es posible”. En 1961, afirmó que se sentía muy envidioso de Manzoni quien firmaba su excrementos y le había robado su idea de las escultura vivientes. Un año después, la carta daría sus frutos, y el artista fue invitado por Spoerri a la Misfits Fair de Londres, donde decía que pasó quince días viviendo en frente de la vitrina de la Galería One. Era el momento de los “Mail Art”, en los cuales se mezclaban poesía, apropiación y megalomanía. Allí se encontró con George Maciunas, que le habló de Fluxus y le invitó a unirse al grupo, famoso por sus happenings, sesiones de teatro y conciertos. Allí donde iban, se rompen los pianos o las salas se llenaban de papeles. Ese mismo año, en el Paseo de los Ingleses de Niza, BEN realizó su famosa performance "Regardez-moi cela suffit", logrando un éxito considerable. 
En 1964 viajó a Nueva York para encontrarse con George Brecha, ya que estaba decepcionado por el Nouveau Réalisme, lo encontraba demasiado comercial, y prefería las ideas de Fluxus. A su vuelta fue invitado a participar en el festival de la libre expresión de Jean-Jaques Lebel El año 1965 fue el año de las “acciones callejeras”. Ben publicó una revista que él llamó “Todo”, distribuyendo unos panfletos ‘’Me gusta y ataco”. Para el artista se desvanece la frontera entre el arte y la vida. Finalmente siguió desarrollando su idea de los poemas caligrafiados en acrílico blanco sobre negro, con elementos propios de los tebeos y el cómic. Su caligrafía simple y sus célebres mensajes cortos y directos se convrtieton en su característica más significativa. Los años ochenta trajeron el minimalismo y el arte conceptual. La reacción de BEN fue la Figuración Libre, un movimiento de arte figurativo caracterizado por la ausencia del respeto a las reglas clásicas, la utilización de materiales heteróclitos y los colores discordantes En 2004 y 2005, el artista diseñó sellos postales en Francia en los que se podía leer: «Ceci est une invitation» o «Un grand merci ».
El 5 de junio de 2024 Ben Vautier se quitó la vida en su casa de las afueras de Niza mediante arma de fuego, solo unas horas después de la muerte de su esposa Annie.

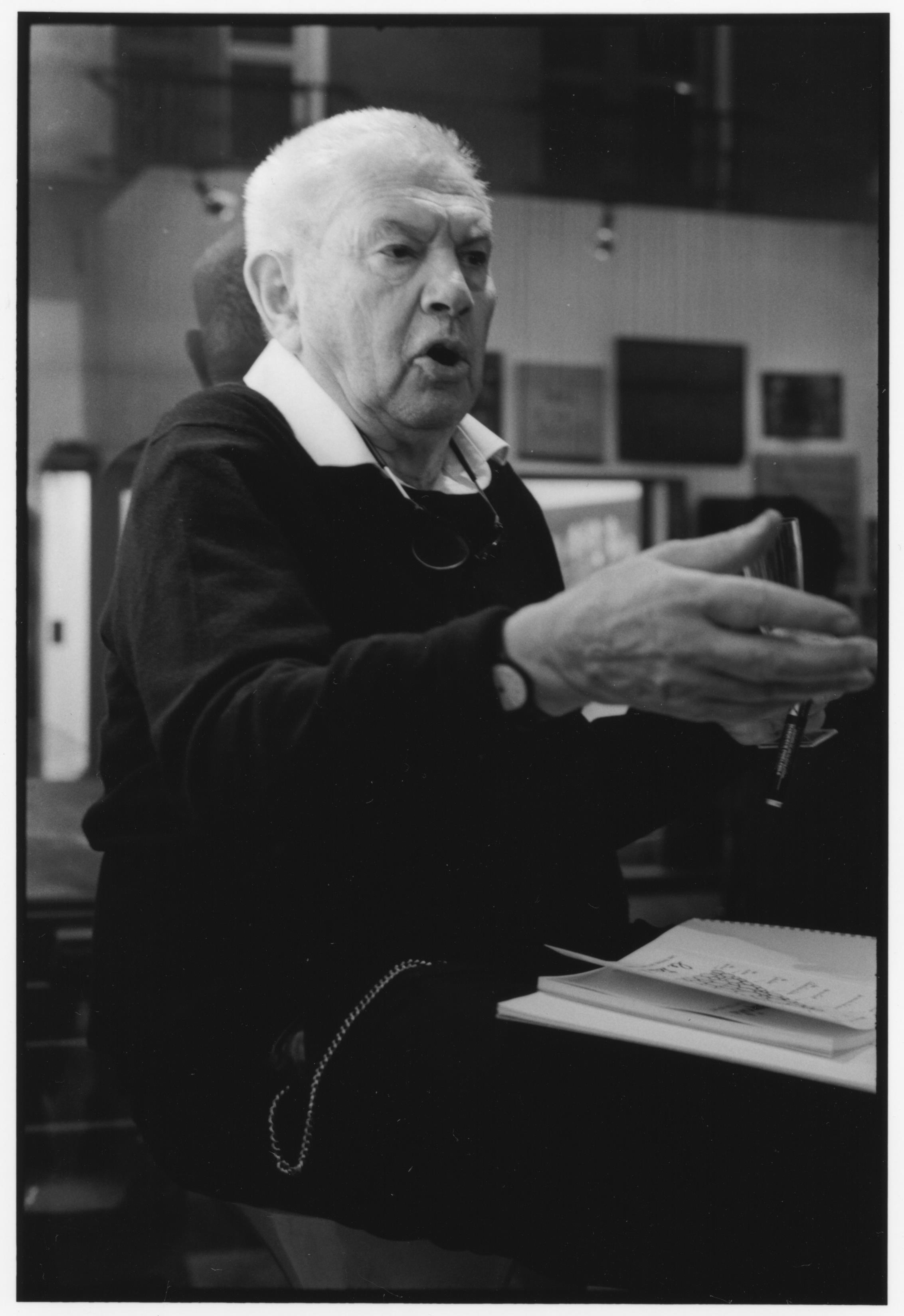
Benjamin Vautier por Olivier Meyer

## Obra
Resulta imposible desligar la obra de BEN de sus frases manuscritas en letras blancas sobre fondo negro. El artista utilizó estos aforismos de manera profunda y lúdica a la vez. Sus mensajes, aparentemente inofensivos, escritos en caligrafía de colores brillantes sobre objetos o sobre fondos negros, se remiten con frecuencia, a profundas reflexiones. Para BEN, el arte no es la finalidad, sino un medio. La obra ya no es la justificación, ni la razón de ser, ni la finalidad de ninguna actividad creadora, sino que es un pretexto, un medio para explorar el inconsciente, estimular el imaginario y provocar una reacción en el espectador. ¿Qué puede entonces, convertirse en una obra de arte? Cualquier cosa. Ben Vautier declaró "auténtica obra de arte a la ausencia de arte". Este artista rechazaba cualquier tipo de orden, toda regla o convención Contaba en su haber, con numerosas esculturas, pinturas, fotografías, instalaciones, incursiones en el cine, libros, poemas, y todo ello, sin olvidar su propia personalidad, que podría ser elevada a categoría de arte. 
En 1960 realizó su primera exposición individual: “Rien et tout” (Todo y nada). La muestra tuvo lugar en el primer piso de su tienda y estaba inspirada en la idea de los readymades de Duchamp. Ben describió su arte como un arte de apropiación, afirmaba que el arte se encuentra en la intención y que es suficiente con firmar un objeto, todo es arte y todo es posible en el arte. Comenzó a buscar sistemáticamente para firmar todo aquello que no ha sido firmado y rescata objetos inverosímiles para estampar su firma en ello. Para ilustrar esta idea, Ben llegó a decir: “Je signe donc: les trous, les boîtes mystères, les coups de pieds, Dieu, les poules, etc. " (Firmo por tanto: en los agujeros, las cajas misteriosas, los puntapiés, Dios, etc.). El artista dio por terminada la acción en 1962 declarando que no firmaría nada más. 
Como poeta, BEN fue un beatnik rezagado. Sus versos transmitían la misma falta de convención y el mismo espíritu « naturel anti-sérieux » que en sus obras plásticas. También participó en la redacción de “La Clef”, un atlas etno-lingüístico. Desde su onírica y provocativa página Web, se encargaba de avivar la reflexión sobre temas políticos, culturales y sociales. BEN era además un ferviente partisano del etnismo. En España, la única serie de textos en castellano, firmados por Ben, se ha editado en La Caja Negra.

## Exposiciones
- LA MUERTE NO EXISTE. MUAC Museo Universitario Arte Contemporáneo de la Ciudad de México. 1 de octubre de 2022 a 2 de abril de 2023. Curada por Ferran Barenblit, se trata de su exposición más amplia y ambiciosa realizada en un museo de habla hispana.[3]
- BEN EXPOSITION. ÊTRE - Château de MALBROUCK - Manderen - Francia. 1 de abril de 2012 al 2 de septiembre de 2012.

- STRIP TEASE INTEGRAL DE BEN - Musée d'Art Contemporain - Lyon - Francia. 3 de marzo de 2010 - 11 de julio de 2010. Primera gran retrospectiva.

- EXPOSICIÓN "QUIÉN ES BEN" (BEN VAUTIER) --- Museo Vostell Malpartida (MVM) - Cáceres - España. Jueves 9 de octubre de 2008 - marzo de 2009

- Il Limite dell'Arte---Galerie Il Ponte Firenze del 10 de marzo de 2007 al 29 de abril de 2007

- BEN CHEZ PIERO MANZONI ---JZ ART Trading, Fiori Chiari n. 16 in Milano centro, del 22 de febrero de 2007 al 20 de marzo de 2007

- Ben exagère---Espace culturel suisse -- 7 rue d'Arcole -- 13006 Marseille del 26 de enero de 2007al 26 de febrero de 2007

- Les Autres---Marlbourough Galerie – Monaco del 30 de noviembre de 2006 al 26 de enero de 2007

- LES LIMITES DE LA PHOTO---MUSEE DE LA PHOTO DE MOUGINS del 1 de junio de 2006 al 1 de septiembre de 2006

- Le hasard est partout---Galerie Unimediamodern, à Gênes, Italie del 6 de mayo de 2006 al 15 de junio de 2006

- Les limites de la photo---Musée de la photographie André Villers à Mougins del 26 de abril de 2006 al 15 de septiembre de 2006

- Au secours je me noie---galerie Kahn, île de Ré del 15 de abril de 2006 al 8 de mayo de 2006

- Mírame---Galería Gráfica — La Caja Negra — Madrid del 2 de febrero de 2006 al 10 de marzo de 2006